# TOS (Band)
TOS war eine 2005 gegründete Band aus Ravensburg, Deutschland. Ihr Musikstil war geprägt durch Einflüsse der Bereiche Beatmusik, Dance und Rock ’n’ Roll. Der Name der Band geht auf deren eigentlichen Ursprungsnamen „Tears of Sun“ zurück. 

## Geschichte
Sie spielten über 200 Konzerte in Deutschland, Österreich und der Schweiz. Unter anderem mit Bands wie Queens of the Stone Age, Pearl Jam, Placebo, Daniel Wirtz, Silbermond, Razorlight und Emil Bulls. Am Tag der Deutschen Einheit am Brandenburger Tor 2009 spielten sie im Rahmen des Finales der Coca-Cola Soundwave Discovery Tour vor circa 1,5 Millionen Menschen. Außerdem spielten sie auf den Festivals Southside (2008), Rock am Ring (2009), Hurricane (2009), Highfield (2009), Melt (2009) und Wutzdog (2011).
2008 spielten sie im Vorprogramm von The Dome 45. Sie hatten schon verschiedene Radio- und Fernseheinsätze wie zum Beispiel bei MTV „Rockzone“. Von 2006 bis 2008 nahmen TOS bei 13 Bandwettbewerben teil. Davon gewannen sie zehnmal und wurden dreimal Zweiter. 
Im Juni 2015 gab die Band ihre Auflösung auf ihrer Facebook-Seite bekannt.

## Diskografie
Alben
- 2005: An Illusion That Blinds You from the Truth
- 2007: Our Heart Our Soul
- 2009: John Peter
- 2012: Idiom
- 2014: Home